# Ширинкуль Казанбаєва
Ширинкуль Казанбаєва (каз. Шырынкүл Қазанбаева; нар. 12 вересня 1920, село Айтбалар) — ланкова колгоспу «Комунізм» Чиїлійського району Кзил-Ординськой області, Казахська РСР. Герой Соціалістичної Праці (1972). Депутат Верховної Ради Казахської РСР.

## Біографія
Народилася в 1920 році в селі Айтбалар в бідній казахській сім'ї. У 1940 році закінчила бухгалтерські курси. У 1941 році закінчила тримісячні курси механізації, стала працювати трактористкою на Чиїлійській МТС. Була першою жінкою-трактористкою в Чиїлійському районі. Пізніше за пропозицією Ібрая Жахаєва призначена ланковою рисівницької ланки колгоспу «Комунізм» Чиїлійського району. 
Ланка Ширинкуль Казанбаєвої щорічно перевиконувала план зі збору рису. Протягом декількох років показники становили близько 100 ц/га. У 1972 році ланка зібрала в середньому по 125 ц рису з кожного гектара. У 1972 році удостоєна звання Героя Соціалістичної Праці «за великі успіхи, досягнуті в збільшенні виробництва й продажу державі зерна, цукрових буряків, бавовни, інших продуктів землеробства, і виявлену трудову доблесть на збиранні врожаю». 
Кілька разів брала участь у Всесоюзній виставці ВДНГ, де щоразу отримувала золоту медаль. Чотири рази обиралася депутатом Верховної Ради Казахської РСР. 
Нагороди
- Герой Соціалістичної Праці — указом Президії Верховної Ради СРСР від 13 грудня 1972 року
- Орден Леніна
- Орден Трудового Червоного Прапора
- Орден «Знак Пошани»